# Симлинг, Ники
Ники Диге Симлинг (дат. Niki Dige Zimling; род. 19 апреля 1985[…], Торнбю, Копенгаген) — датский футболист, игравший на позиции опорного полузащитника.
Его брат Янник играл за клуб «Фрем» во втором дивизионе.

## Карьера

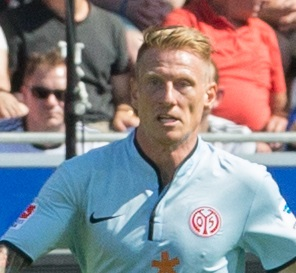
Ники Симлинг в «Майнце»

Ники Симлинг начал заниматься футболом в возрасте 4-х лет. Он прошёл футбольные школы 4-х датских команд, прежде чем перешёл в «Брондбю» в 2003 году. Первоначально Симлинг выступал за молодёжный состав команды. В апреле 2003 года он дебютировал за основу клуба в матче Кубка Дании с «Ольборгом». Всего за «Брондбю» он провёл два сезона, сыграв в 25 матчах и забив 1 гол. Летом 2005 года Симлинг перешёл в «Эсбьерг». В «Эсбьерге» Симлинг провёл 4 года.
В декабре 2008 года контракт Симлинга закончился, и он подписал договор с итальянским клубом «Удинезе» до 2012 года. 22 марта 2009 года Симлинг дебютировал в основе «Удинезе» в матче с «Дженоа».
1 сентября 2014 года пресс-служба «Аякса» объявила об аренде Симлинга до конца сезона. 29-летний полузащитник, получивший в команде 32 номер, стал 24 датчанином в истории клуба. Первую игру в чемпионате он провёл 13 сентября, выйдя на замену в матче с «Хераклесом». В следующем туре Ники вышел в стартовом составе на игру с «Фейеноордом». Встреча завершилась гостевой победой его команды со счётом 0:1. В первой половине сезона Симлинг в основном появлялся на поле на замену, кроме этого, он сыграл несколько матчей за резервный состав «Йонг Аякс» в Эрстедивизи, а феврале 2015 года получил травму.

## Статистика

### Матчи Симлинга за сборную Дании
| Матчи Симлинга за сборную Дании | Матчи Симлинга за сборную Дании | Матчи Симлинга за сборную Дании | Матчи Симлинга за сборную Дании | Матчи Симлинга за сборную Дании | Матчи Симлинга за сборную Дании |
| ------------------------------- | ------------------------------- | ------------------------------- | ------------------------------- | ------------------------------- | ------------------------------- |
| №                               | Дата                            | Соперник                        | Счёт                            | Голы Симлинга                   | Соревнование                    |
| 1                               | 6 февраля 2008                  | Словения                        | 2:1                             | —                               | Товарищеский матч               |
| 2                               | 17 ноября 2010                  | Чехия                           | 0:0                             | —                               | Товарищеский матч               |
| 3                               | 4 июня 2011                     | Исландия                        | 2:0                             | —                               | Чемпионат Европы 2012 (отбор)   |
| 4                               | 10 августа 2011                 | Шотландия                       | 1:2                             | —                               | Товарищеский матч               |
| 5                               | 6 сентября 2011                 | Норвегия                        | 2:0                             | —                               | Чемпионат Европы 2012 (отбор)   |
| 6                               | 7 октября 2011                  | Кипр                            | 4:1                             | —                               | Чемпионат Европы 2012 (отбор)   |
| 7                               | 11 октября 2011                 | Португалия                      | 2:1                             | —                               | Чемпионат Европы 2012 (отбор)   |
| 8                               | 11 ноября 2011                  | Швеция                          | 2:0                             | —                               | Товарищеский матч               |
| 9                               | 29 февраля 2012                 | Россия                          | 0:2                             | —                               | Товарищеский матч               |
| 10                              | 26 мая 2012                     | Бразилия                        | 1:3                             | —                               | Товарищеский матч               |
| 11                              | 2 июня 2012                     | Австралия                       | 2:0                             | —                               | Товарищеский матч               |
| 12                              | 9 июня 2012                     | Нидерланды                      | 1:0                             | —                               | Чемпионат Европы 2012           |
| 13                              | 13 июня 2012                    | Португалия                      | 2:3                             | —                               | Чемпионат Европы 2012           |
| 14                              | 17 июня 2012                    | Германия                        | 1:2                             | —                               | Чемпионат Европы 2012           |
| 15                              | 15 августа 2012                 | Словакия                        | 1:3                             | —                               | Товарищеский матч               |
| 16                              | 6 февраля 2013                  | Македония                       | 0:3                             | —                               | Товарищеский матч               |
| 17                              | 22 марта 2013                   | Чехия                           | 3:0                             | 1                               | Чемпионат мира 2014 (отбор)     |
| 18                              | 26 марта 2013                   | Болгария                        | 1:1                             | —                               | Чемпионат мира 2014 (отбор)     |
| 19                              | 5 июня 2013                     | Грузия                          | 2:1                             | —                               | Товарищеский матч               |
| 20                              | 11 июня 2013                    | Армения                         | 0:4                             | —                               | Чемпионат мира 2014 (отбор)     |
| 21                              | 10 сентября 2013                | Армения                         | 1:0                             | —                               | Чемпионат мира 2014 (отбор)     |
| 22                              | 11 октября 2013                 | Италия                          | 2:2                             | —                               | Чемпионат мира 2014 (отбор)     |
| 23                              | 15 ноября 2013                  | Норвегия                        | 2:1                             | —                               | Товарищеский матч               |
| 24                              | 5 марта 2014                    | Англия                          | 0:1                             | —                               | Товарищеский матч               |

Итого: 24 матча / 1 гол; 12 побед, 3 ничьи, 9 поражений.

## Достижения

### Командные
- Обладатель Кубка датской лиги: 2005
- Вице-чемпион Бельгии (1): 2011/12

### Личные
- Футболист года в Дании до 21 года: 2006[9]